# Amiral Ackbar
 (juillet 2014).
Si vous disposez d'ouvrages ou d'articles de référence ou si vous connaissez des sites web de qualité traitant du thème abordé ici, merci de compléter l'article en donnant les références utiles à sa vérifiabilité et en les liant à la section « Notes et références ».
Personnage de fiction apparaissant dans
Star Wars.
L’amiral Ackbar, de son nom complet Gial Ackbar, est un personnage de l'univers de Star Wars. Il apparaît en premier dans Le Retour du Jedi puis devient le support de différents romans dans l'univers étendu de Star Wars, dans des jeux vidéo et des comics.

## Univers
L'univers de Star Wars se déroule dans une galaxie qui est le théâtre d'affrontements entre les chevaliers Jedi et les Seigneurs noirs des Sith, personnes sensibles à la Force, un champ énergétique mystérieux leur procurant des pouvoirs psychiques. Les Jedi maîtrisent le Côté lumineux de la Force, pouvoir bénéfique et défensif, pour maintenir la paix dans la galaxie. Les Sith utilisent le Côté obscur, pouvoir nuisible et destructeur, pour leurs usages personnels et pour dominer la galaxie.

## Histoire

### The Clone Wars
Pendant la Guerre des clones, Ackbar occupait le titre de capitaine et fut notamment chargé de la sécurité du prince héritier lorsque les Quarrens, alliés aux Séparatistes, tentèrent de renverser la monarchie Mon Calamari. Il s'illustrait déjà comme un excellent tacticien et un meneur d'hommes.

### Le Retour du Jedi
Devenu amiral de l'Alliance rebelle, Ackbar prépara une attaque contre la Seconde Étoile de la Mort avec Mon Mothma et le général Madine en utilisant les renseignements des espions Bothans. L’amiral évoqua notamment le générateur de bouclier protégeant la station impériale. Il coordonna les opérations spatiales depuis son Home One, croiseur Mon Calamari MC80, cependant l’Empire avait préparé un piège. Mais grâce à l’équipe d’Han Solo et à Lando Calrissian, les Rebelles remportèrent la bataille d'Endor et détruisirent l’Etoile de la Mort.

### L'entre-deux trilogies
Promu grand amiral, Ackbar mena les flottes de la Nouvelle République face à un Empire fragmenté. Le Mon Calamari enchaîna les succès, jusqu'à la victoire décisive à Jakku un an après la mort de l'empereur. Lorsque l'amiral retourna sur son monde natal, il fut accueilli comme un héros.

### Le Réveil de la Force
Trente ans après la fin de l'Empire, la menace du Premier Ordre conduisit la Princesse Leia Organa à former la Résistance sans le soutien officiel de la Nouvelle République. Organa, générale de la Résistance, demanda à Ackbar de sortir de sa retraite pour l'aider dans la lutte. Le tacticien participa à la bataille qui permit la destruction de la base Starkiller, planète mobile et super-arme ayant détruit le système Hosnian.

### Les Derniers Jedi
Il mena à bien l'évacuation de D'Qar en commandant le vaisseau amiral résistant, le Raddus. Lors de la course-poursuite menée par le Premier Ordre contre la flotte de la Résistance, des chasseurs TIE des Forces Spéciales firent feu à l'aide de torpilles et firent exploser la passerelle de commandement du Raddus, où se trouvaient tous les officiers supérieurs et le principal poste de pilotage. Ackbar et tous les officiers présents sauf la générale Leia Organa périrent.

## Concept et création

### Interprètes

#### Timothy Rose

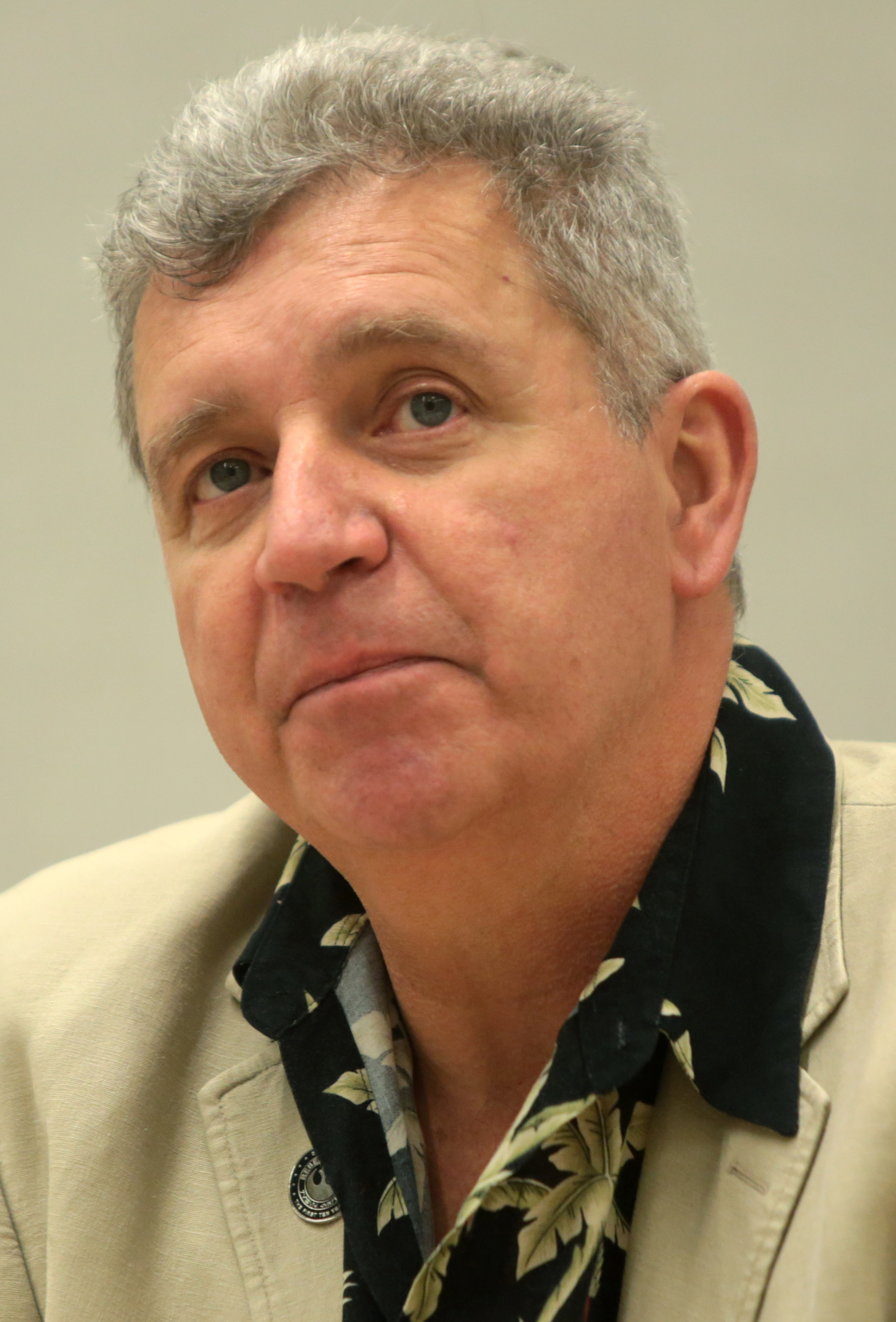
Timothy Rose, photographié en 2016, porte le costume d'Ackbar dans les trois films Star Wars.

Timothy Rose était un marionnettiste travaillant sur plusieurs projets Muppets pour The Jim Henson Company, lorsque Jim Henson lui demande, ainsi qu'à d'autres personnes de la compagnie, de travailler sur Le Retour du Jedi. Il n'avait pas été recruté pour interpréter l'amiral Ackbar, mais pour construire et pour manier la marionnette Sy Snootles du groupe de musique Max Rebo Band, qui chante au palace du baron du crime alien Jabba le Hutt. À l'arrière de l'atelier dans lequel étaient entreposées plusieurs marionnettes aliens, Rose aperçoit une sculpture d'Ackbar sur un présentoir et demande à Phil Tippett s'il pouvait l'interpréter,. Tippett lui dit que c'est un personnage d'arrière-plan, et Rose ne savait pas qu'Ackbar jouerait un rôle secondaire majeur dans le film. Il a demande à l'interpréter, car il aimait le regard du personnage,, et il « pensait qu'il serait dans la troisième rangée d'une nouvelle scène avec la cantina ou quelque chose de la sorte. » . Rose n'a pas eu à auditionner pour le rôle.
Rose revient interpréter Ackbar dans Le Réveil de la Force et Les Derniers Jedi. Chaque jour, on lui donnait les pages du scénario correspondantes uniquement à ses scènes ; ce faisant, il savait peu du rôle final qu'Ackbar jouerait dans les films, jusqu'au moment du tournage,. Rose se sentait frustré du degré de confidentialité sur le plateau, qui selon lui l'empêchait lui et les autres comédiens d'avoir tout ce dont ils avaient besoin pour faire leur travail aussi bien que possible,. De nombreuses scènes d'Ackbar ont été coupées du premier film, ce que Rose a vécu comme une déception « après avoir attendu 30 ans pour reprendre le rôle d'Ackbar »,. Après que les scènes d'Ackbar aient été tournées dans Les Derniers Jedi, l'équipe a pris des photos de Rose portant le costume d'Ackbar disant « It's a wrap », faisant référence à la réplique « It's a trap! » (« C'est un piège ! » en français),. Ce moment est montré dans les vidéos des coulisses diffusées à la D23 Expo de 2017. Étant destiné à être une blague, Rose a trouvé ce geste offensif et dit avoir été en larme dans le costume,,.

#### Erik Bauersfeld

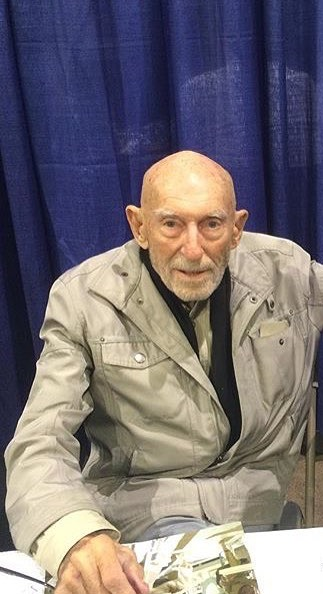
Erik Bauersfeld, photographié en 2015, prête sa voix à Ackbar dans Le Retour du Jedi et Le Réveil de la Force.

La voix de l'amiral Ackbar dans Le Retour du Jedi est celle d'Erik Bauersfeld, un comédien travaillant à la radio. Il prête également sa voix à Bib Fortuna dans le film,, et a auditionné sans succès pour le rôle de Yoda dans L'Empire contre-attaque. Il a été choisi après que l'ingénieur du son Ben Burtt l'ai approché en 1983, pendant que Bauersfeld travaillait sur un drame radiophonique avec l'ingénieur du son de Lucasfilm, Randy Thom, et lui suggère d'auditionner pour le rôle d'Ackbar,,,. La session d'enregistrement a duré une heure et Bauersfeld a trouvé la voix qu'il allait prendre après avoir vu une photo d'Ackbar, sans avoir d'informations sur le personnage,,,. D'après Bauersfeld : I saw the face, and I knew what he must sound like (« J'ai vu son visage, et j'ai su comment il devait parler. »),,.
Bauersfeld n'a pas été crédité à l'écran pour le rôle d'Ackbar et de Bib Fortuna, et son association avec les personnages est resté inconnue pendant de nombreuses années après la sortie du film. Dans une interview en 1999, Timothy Rose dit qu'il ne sait pas qui est la voix d'Ackbar, et pense qu'il est possible que ce soit sa propre voix modulée par un synthétiseur. Finalement, les fans ont eu connaissance du travail de Bauersfeld et ce dernier a reçu plusieurs lettres de fans chaque semaine pour le reste de sa vie. Bauersfeld a dit qu'il appréciait la passion des fans et qu'il répondait à chaque demande d'autographe mais qu'il n'était pas particulièrement un connaisseur de Star Wars. Dans une interview en 2011, il dit qu'il n'a pas vu Le Retour du Jedi depuis sa sortie, qu'il n'a pas vu le premier film Star Wars, et qu'il a du mal à imiter la voix d'Ackbar car il ne se souvenait plus à quoi elle ressemblait,,.
Bauersfeld reprend le rôle en 1993 pour le jeu Star Wars: X-Wing,. Le réalisateur J.J. Abrams demande que Bauersfeld prête une nouvelle fois sa voix à Ackbar dans le film Le Réveil de la Force,. C'est le dernier rôle de Bauersfeld avant sa mort en avril 2016.

#### Autres interprètes

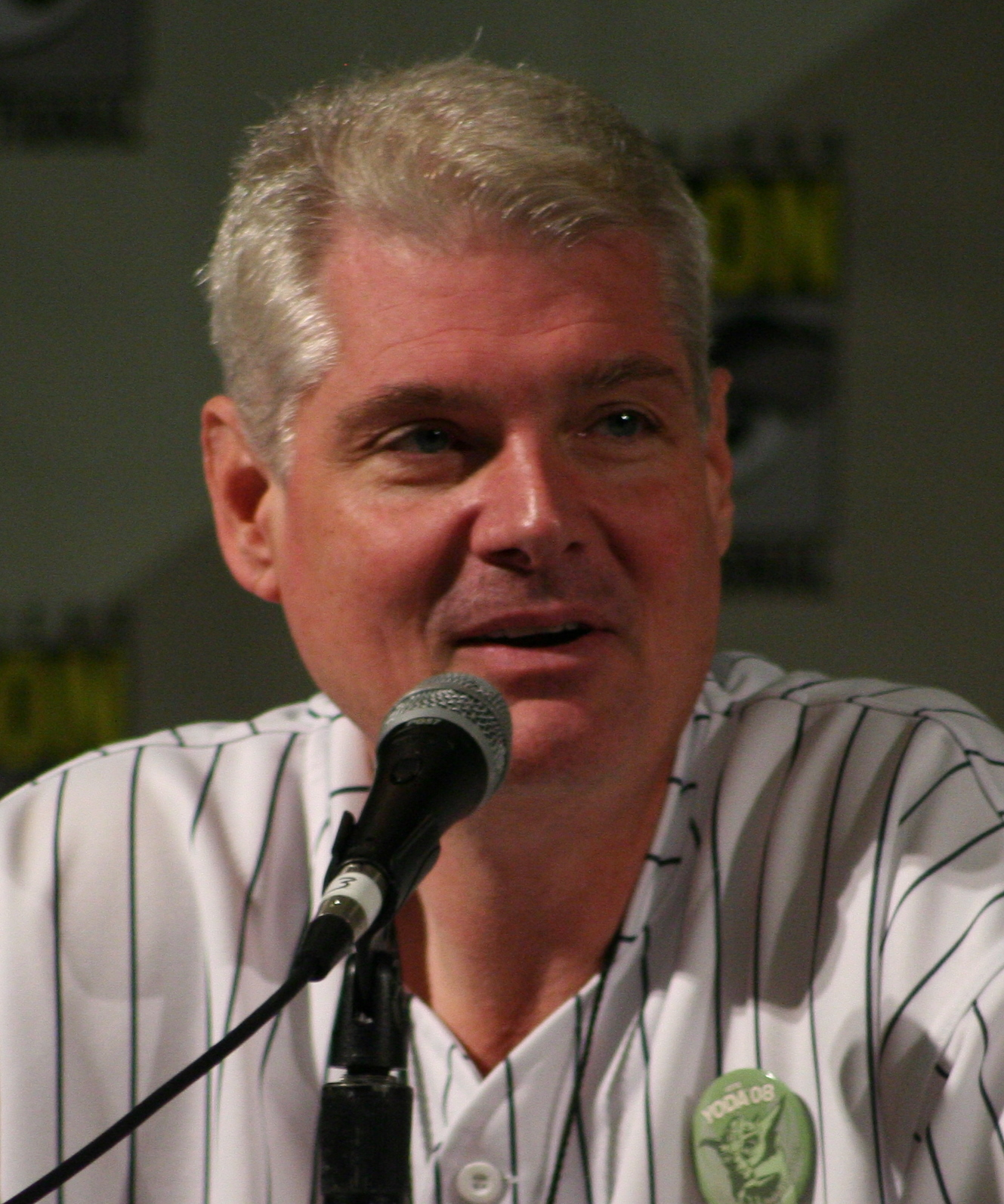
Tom Kane, en 2008, prête sa voix à Ackbar dans Les Derniers Jedi et plusieurs œuvres Star Wars.

À la suite de son décès, Bauersfield a été remplacé par Tom Kane dans le film Les Derniers Jedi (2017). Kane avait interprété Ackbar dans plusieurs œuvres Star Wars, dont les jeux Battlefront de 2004, 2015 et 2017,, le jeu vidéo Lego Star Wars : Le Réveil de la Force (2016) et l'attraction Disney Star Tours: The Adventures Continue. Artt Butler, qui est un fan d'Ackbar depuis qu'il a vu enfant les films Star Wars, interprète le personnage dans un arc de trois épisodes de la saison 4 de la série The Clone Wars. Dave Filoni, le superviseur de la réalisation de la série, a dit que l'équipe a débattu pour savoir si la version plus jeune d'Ackbar devait avoir la même « voix iconique » que dans le film Le Retour du Jedi ou s'il devait avoir une voix différente. Ils ont finalement choisi de lui donner une voix similaire.
Breckin Meyer interprète Ackbar dans la série Robot Chicken: Star Wars, une version sur le thème Star Wars de la série d'animation en volume Robot Chicken diffusée sur Adult Swim dédiée entièrement à des parodies Star Wars. Meyer, qui écrit également pour la série, dit que donner sa voix à Ackbar est « sa meilleure expérience de l'histoire de l’humanité ».

## Adaptations
En plus des novélisations en bande dessinée, en jeu vidéo, en roman et en roman jeunesse de Le Retour du Jedi, Le Réveil de la Force et Les Derniers Jedi, l'amiral Ackbar apparaît dans plusieurs produits dérivés de la saga Star Wars.

### Livres et bandes dessinées
Dans le tome 3 de Dark Vador, le seigneur noir des sith, sorti en 2019, il combat l'Empire qui tente d'envahir sa planète natale. Il est alors commandant et mène un assaut à côté de ses troupes contre une base aérienne.

### Télévision
En 2011, le personnage apparaît dans trois épisodes de la série d'animation Star Wars: The Clone Wars.
Il est présent dans quelques épisodes des séries Lego Star Wars Les Chroniques de Yoda et Les Contes des Droïdes.

### Jeux vidéo
Ackbar est un personnage jouable dans le jeu de LucasArts Lego Star Wars, ainsi que dans Star Wars Battlefront: Renegade Squadron. Son vaisseau amiral, Home One, est jouable dans Star Wars: Empire at War. En entrant un code de triche, le joueur peut également débloquer l'amiral en tant que personnage jouable dans Star Wars : Le Pouvoir de la Force. En 2015, il apparaît dans le jeu Star Wars: Galaxy of Heroes et Star Wars: Battlefront.

## Accueil
Une réplique de ce personnage, « C'est un piège ! » (en anglais : « It's a trap! ») issue du Retour du Jedi, est parodiée sur Internet comme mème Internet en image de réaction pour prévenir les utilisateurs insouciants. La réplique est référencée dans la série animée Robot Chicken dans leur épisode spécial Star Wars, dans un direct-to-video de Family Guy et dans un épisode de The Big Bang Theory, Sheldon essaye d'imiter Ackbar, répétant encore et encore cette réplique.